# Correctieve verkrachting
Correctieve verkrachting, corrigerende verkrachting of homofobe verkrachting is een vorm van antihomoseksueel geweld waarbij iemand (meestal een lesbienne) verkracht wordt vanwege haar seksuele geaardheid of genderidentiteit. Het beoogde doel van de dader(s) is het slachtoffer heteroseksueel te maken of te dwingen zich te conformeren naar stereotiepe geslachtsrollen.
De term correctieve verkrachting ontstond in Zuid-Afrika nadat een aantal lesbiennes hiervan slachtoffer waren geworden. Een paar van de bekendste slachtoffers waren beroemde voetballer en homorechtenactivist Eudy Simelane (die bij de verkrachting in 2008 omkwam) en Zoliswa Nkonyana. Popularisatie van de term heeft het bewustzijn over het fenomeen vergroot en LGBT+-mensen in landen over de hele wereld aangemoedigd om naar voren te komen met hun eigen verhalen over verkracht zijn als een straf of poging om hun seksuele geaardheid aan te passen. Hoewel in een aantal landen de rechten van mensen uit de lhbt-gemeenschap beschermd worden, worden gevallen van correctieve verkrachting regelmatig niet vervolgd.

## Definitie
Correctieve verkrachting is het verkrachten van mensen die zich niet conformeren aan de binnen een gemeenschap geldende sociale normen met betrekking tot menselijke seksualiteit of geslachtsrollen, met als doel het als abnormaal beschouwde gedrag te bestraffen en de sociale normen binnen de gemeenschap te versterken.
De woorden "so-called “curative” or “corrective” rape" kwamen in 2011 voor in het eerste rapport van de Verenigde Naties (VN) over discriminatie en geweld tegen LGBT+-mensen. Het VN-programma UNAIDS geeft in zijn richtlijnen van 2015 aan de term "correctieve verkrachting" niet te gebruiken omdat de term lijkt aan te geven dat er iets "hersteld" moet worden. Geadviseerd wordt daarom de term "homofobe verkrachting" te gebruiken. Een wereldwijde studie naar aids uit 2013 suggereerde de term lesfobische verkrachting om te benadrukken dat lesbiennes de overweldigende meerderheid van slachtoffers van dit fenomeen zijn. Anderen hebben benadrukt dat ook homoseksuele mannen, transgenders en aseksuelen het slachtoffer kunnen worden van correctieve verkrachting.
Correctieve verkrachting is een haatmisdrijf. Door het bestaan van homofobie en heteronormativiteit worden haatmisdrijven gebaseerd op seksualiteit regelmatig niet herkend door de autoriteiten. Een studie uit 2000 geeft aan dat verschillende factoren een bijdrage kunnen leveren aan het bestaan van correctieve verkrachtingen, zoals een atmosfeer waarin haatmisdrijven tegen homoseksuelen en lesbiennes worden geaccepteerd, de reacties van de gemeenschap op haatmisdrijven in het algemeen en de reacties van politie en rechterlijke macht.
Sommige mensen denken dat correctieve verkrachting een middel is mensen te dwingen heteroseksueel te worden of zich te houden aan normen voor geslachtsrollen. Volgens ActionAid zou door daders aan slachtoffers verteld zijn dat ze "een les werd geleerd".
Sommige bronnen geven aan dat de oorzaak van correctieve verkrachting ligt in het idee dat gedrag zijn oorsprong vindt in opvoeding. Hoewel de wetenschap ervan uitgaat dat de seksuele geaardheid genetisch is vastgelegd en wordt beïnvloed door de omgeving, zijn veel mensen ervan overtuigd dat homoseksualiteit (en andere vormen van niet-heteroseksualiteit) uitsluitend het gevolg is van opvoeding en afkomst. Het gevolg is dat deze mensen denken dat seksuele geaardheid iets is wat veranderd, of in het geval van correctieve verkrachting, gewelddadig aangepast kan worden.

## Het gevolg voor de slachtoffers
Correctieve verkrachting kan verschillende gevolgen hebben voor de slachtoffers, zoals lichamelijk en psychisch trauma, verminking en ongewenste zwangerschap. Het kan tevens aanleiding zijn tot het plegen van zelfmoord. Andere gevolgen zijn depressie, angst en posttraumatische stressstoornis. Correctieve verkrachting is een belangrijke bron van HIV-infecties bij Zuid-Afrikaanse lesbiennes. Dit is waarschijnlijk de belangrijkste oorzaak dat in Zuid-Afrika ongeveer 10% van de lesbiennes seropositief is.

## Prevalentie

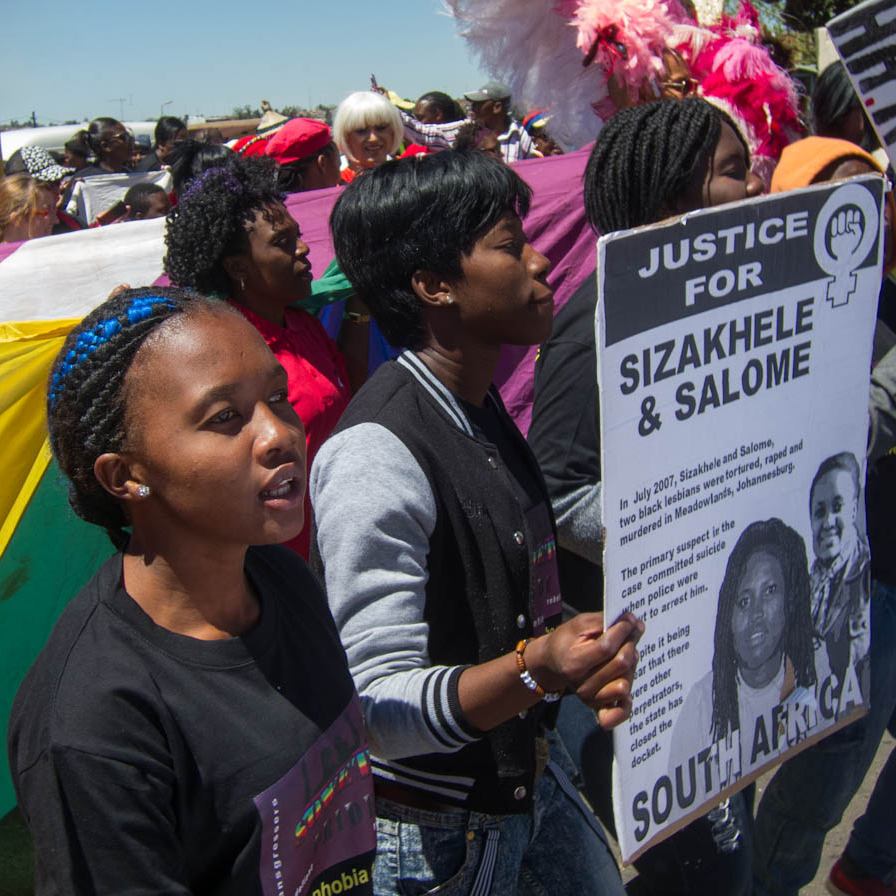
Deelnemers aan de Soweto Pride 2012 gedenken twee lesbiennes die in 2007 zijn verkracht en vermoord.

Gevallen van correctieve verkrachting zijn gemeld in landen over de hele wereld, waaronder Ecuador, Haïti, India, Jamaica, Kenia, Kirgizië, Nederland, Nigeria, Oeganda, Oekraïne, Peru, Thailand, de Verenigd Koninkrijk, het Verenigde Staten, Zimbabwe en Zuid-Afrika.
Correctieve verkrachting neemt toe in Zuid-Afrika. Tussen 1998 en 2010 zijn er in dat land ongeveer 30 prominente gevallen van correctieve verkrachting gemeld in de media. Maar het fenomeen is in feite veel groter, omdat verreweg de meeste gevallen de media niet halen. Door het sociale stigma op homoseksualiteit durven lesbiennes (de voornaamste groep slachtoffers) bovendien zelden aangifte te doen. Omdat seksuele geweldsmisdrijven veel minder gemeld worden, is het eigenlijke aantal correctieve verkrachtingen waarschijnlijk veel hoger dan het aantal aangiftes ervan. Volgens een schatting van de Zuid-Afrikaanse non-profitorganisatie Luleki Sizwe worden er elke week meer dan 10 lesbiennes verkracht om hun seksuele geaardheid te "corrigeren". Er is door het Triangle Project in 2008 geschat dat minstens 500 lesbiennes elk jaar slachtoffer worden van correctieve verkrachting en dat 86% van zwarte lesbiennes in West-Kaap in constante angst voor verkrachting leeft.